# Kuloj (Vaga)
Kuloj (rus. Кулой) je rijeka u Totemskom i Verhovažkskom rajonu Vologodske oblasti i Veljskom rajonu Arhangelske oblasti u Rusiji. To je desni pritok Vage. Duga je 206 km, s površinom porječja od 3300 km2. Njeni glavni pritoci su Sivčuga (lijevi) i Kolenga (desni).

## Tok rijeke
Izvor Kuloja nalazi se u jezeru Sondužskoje sjeverozapadno od grada Totme. 
Teče prema sjeveru, zatim skreće prema istoku, protječe kroz jezero Glubokoje i zatim ponovno skreće prema sjeveru. Ovo je močvarno područje bez ikakvih sela na obalama rijeke. Otprilike na granici s Tarnogskim okrugom Kuloj izlazi iz močvara. Prvo selo (na lijevoj obali) je Rogna, koja je bila početna točka za splavarenje drvom (što se na rijeci radilo do 1990-ih). Nizvodno od Rogne, riječna dolina je naseljena. Nizvodno od ušća Kundebe, Kuloj skreće prema sjeverozapadu i na kraju ulazi u Arhangelsku oblast. Tamo rijeka Kuloj prima dvije svoje najveće pritoke: Sivčugu s lijeve i Kolengu s desne strane. Nizvodno od ušća Kolenge, Kuloj oštro skreće prema zapadu.
Ušće Kuloja nalazi se kod sela Šulepovskaja.
Gradsko naselje Kuloj zapravo se ne nalazi na rijeci Kuloj, već oko 5 km sjeverno od rijeke.

## Vanjske poveznice
|  | Zajednički poslužitelj ima još gradiva o temi Kuloj (Vaga) |

- Река Кулой (Кула) (ruski). State Water Register of Russia. Pristupljeno 8. lipnja 2011.